# 563.ª Divisão de Granadeiros (Alemanha)
A 563ª Divisão de Granadeiros (em alemão:563. Grenadier-Division) foi uma unidade militar que serviu no Exército alemão durante a Segunda Guerra Mundial. Foi renomeada para 563. Volksgrenadier Division no dia 9 de outubro de 1944, permanecendo com esta designação até o final da guerra, sendo capturadas tropas da divisão capturadas no Bolsão de Kurland.

## Comandantes
| Comandante                   | Data                                           |
| 563ª Divisão de Granadeiros  | 563ª Divisão de Granadeiros                    |
| ---------------------------- | ---------------------------------------------- |
| Generalmajor Ferdinand Brühl | 3 de agosto de 1944 - 9 de outubro de 1944     |
| 563. Volksgrenadier-Division |                                                |
| Generalmajor Ferdinand Brühl | 9 de outubro de 1944 - 25 de fevereiro de 1945 |
| Generalmajor Werner Neumann  | 25 de fevereiro de 1945 - 8 de maio de 1945    |

## Área de operações
| Frente Ocidental, setor norte | agosto de 1944 - outubro de 1944 |
| Bolsão de Kurland             | outubro de 1944 - maio de 1945   |